# Sakura (レミオロメンの曲)
「Sakura」（サクラ）は、日本のロックバンド・レミオロメンの1作目の配信限定シングル。

## 概要
- 前作「夢の蕾」から約1カ月ぶり、初の配信限定シングルにしてアルバム『レミオベスト』からの先行シングル[1][2]。
- 表題曲はメンバーと水沢エレナ出演のKDDI・沖縄セルラー電話『LISMO』のCMソングに起用された[1][2]。
- 翌月に発売された『レミオベスト』を予約すると、小栗旬出演の携帯電話『Walkman Phone, Premier3』のCMソングに起用されていた未発表曲で、表題曲のオーケストラバージョンの着うたフルがプレゼントされた[3]。
- 今作で『ミュージックステーションスーパーライブ』に3度目の出演を果たした[4]。

## 収録曲
1. Sakura
作詞・作曲：藤巻亮太
編曲：レミオロメン、皆川真人
ストリングスアレンジ：皆川真人
「もっと遠くへ」と同時期に制作された楽曲で、藤巻曰く「迷いなく軽やかに完成した」という[5]。歌詞は恋愛をモチーフに主人公がどんな状況にも振り回されずに自分の姿勢を示す凛としたものを描いたという[6]。
サウンドでは藤巻はメジャーとマイナーを行き来しながらもストレートなダンスビートを目指しており、桜が持つ華やかさと切なさ、時間軸で変わる変化の表現方法に重きを置いたという。ドラムは生音と打ち込みとの共存を視野に入れており、神宮司治によるとバスドラムのみ打ち込みで、その他は生で個別にレコーディングされ終了後に貼り付けられている。神宮司はこの手法について「一つ一つの音が目立ち、立体感が増した」と語っている[5][6]。

## 参加ミュージシャン
レミオロメン
- 藤巻亮太：Vocal & Guitar
- 前田啓介：Bass
- 神宮司治：Drums

サポートミュージシャン
- 皆川真人：Keyboards & Chorus
- 弦一徹ストリングス：Strings
- 安達練：Computer Programmed

## タイアップ
- KDDI・沖縄セルラー電話『LISMO』2009年2,3月度CMソング
- ソニー・エリクソン・モバイルコミュニケーションズ製携帯電話『Walkman Phone, Premier3』CMソング (#1 オーケストラver.)

## 収録アルバム
- レミオベスト (#1)